# Sjægt
En sjægt er en sprydrigget klinkbygget fiskerjolle rigget med storsejl, topsejl og fok. Fartøjet blev anvendt til fiskeri på Limfjorden i perioden ca. 1850 – 1920.
Sjægten adskiller sig fra andre samtidige fiskerjoller ved, at den er slankere og skarpere i skroget og fokken er forholdsvis stor. Den fører aldrig klyver.
I modsætning til andre farvandes joller er sjægten relativt smal og højt rigget.
Typen er formentlig indført til Limfjorden fra det sydlige Norge omkring 1850 til brug i datidens nye fiskeri med snurrevod.
I begyndelsen af 1900-tallet afløstes sjægten af motorjoller og mistede sin betydning som fiskerbåd.
Siden midten af 1970'erne har sjægten fået en renæssance som fritidsfartøj, hvor nogle personer i Limfjordsområdet påbegyndte restaurering af disse fartøjer til rekreativ sejlads.
Nybyggede kopier af gamle sjægte forekommer.
I 2008 er der ca. 100 sejlende sjægte på Limfjorden. Den største flåde ligger i Hjarbæk, hvor der hvert år afvikles verdensmesterskab for sjægt.